# Bifidobacterium adolescentis
Bifidobacterium adolescentis são bactérias presentes no trato intestinal humano e de animais saudáveis. A colonização de B. adolescentis no intestino ocorre logo após o nascimento. Sua população no intestino tende a se manter relativamente estável até o final da idade adulta, onde fatores como dieta, estresse e antibióticos podem causar seu declínio.

## Descoberta
Esta espécie foi isolada pela primeira vez por Henry Tissier em 1899 nas fezes de recém-nascidos amamentados.Talvez Tissier foi o primeiro a promover o uso terapêutico de bifidobactérias para o tratamento de diarreia infantil, dando-lhes grandes doses de bifidobactérias por via oral. Desde então, sua presença no intestino tem sido associada a uma microbiota saudável. A correlação entre a presença de bifidobactérias e a saúde gastrointestinal produziu numerosos estudos enfocando a ecologia gastrointestinal e os aspectos promotores da saúde nos quais as bifidobactérias estão envolvidas. A obtenção de mais informações sobre cepas específicas de bifidobactérias e seus papéis no trato gastrointestinal têm aumentado, uma vez que esses organismos probióticos estão sendo usados como aditivos alimentares, por exemplo laticínios ou suplementação de probióticos. Seu nome é derivado da observação de que essas bactérias geralmente existem na forma em forma de Y

## Estrutura celular e metabolismo
B. adolescentis é um organismo gram-positivo, contendo uma membrana celular, e não é móvel. Cada espécie de bifidobactéria contém diferentes componentes em suas paredes celulares; B. adolescentisparede celular é feita principalmente de mureína, contendo Lys- ou Orn-D-Asp dentro de suas cadeias peptídicas. Seus componentes polissacarídicos incluem glicose e galactose. Mirístico, palmítico são os principais oleicos ácidos graxos dentro da parede celular. Ácidos leipoteicoicos na superfície da parede celular funcionam para ajudar o organismo a aderir à parede intestinal. As bifidobactérias são anaeróbias (embora algumas possam tolerar o oxigênio, usando as enzimas superóxido dismutase e catalase em sua defesa contra os efeitos tóxicos do superóxido e do peróxido de hidrogênio). As principais fontes de carbono usadas para energia pelas bifidobactérias são açúcares simples que são prontamente usados pelo trato intestinal superior, bem como carboidratos complexos como amidos, celulose, hemicelulose, xilana, pectinas e gomas que não são digeridas pelo intestino humano.B. adolescentis, como todas as espécies de Bifidobacteria, pode fermentar a lactose e crescer bem no leite, assim como usar muitos carboidratos. A glicose é fermentada usando a frutose-6-fosfato ({\displaystyle {\ce {C6H13O9P}}})que requer a enzima frutose-6-fosfoquetolase (F6PPK). Como resultado da metabolização de vários carboidratos, as bifidobactérias produzem ácidos graxos de cadeia curta, como propionato, butirato e acetato, para serem usados como fontes de energia.
O metabolismo do nitrogênio também é observado em bifidobactérias, usando sulfato de amônio como fonte de nitrogênio. Como resultado, a capacidade das bifidobactérias de usar amônia como fonte de nitrogênio pode diminuir essa quantidade de amônia no cólon.
As bifidobactérias também para sintetizam vitaminas do complexo b.
B. adolescentis sintetiza predominantemente cianocobalamina bem como tiamina, ácido fólico e piridoxina. A capacidade do B. adolescentis em produzir vitaminas desempenha um papel benéfico no aumento da qualidade nutricional de produtos lácteos fermentados aos quais é adicionado

## Efeito Imunomodulador
O intestino representa o maior órgão linfóide do corpo humano e representa importante palco de reações imunológicas, incluindo a presença de anticorpos, como a imunoglobulina A secretora de várias células imunocompetentes dispersas na lâmina própria e epitélio ou organizadas em estruturas bem definidas, que exercem papel fundamental na apresentação antigênica e elaboração da resposta imune a microorganismos e proteínas da dieta.
Os efeitos imunológicos dos probióticos que têm sido observados incluem aumento da secreção de interferon-g em pacientes com alergia a leite de vaca e dermatite atópica, provavelmente em decorrência do desvio da resposta imunológica para um perfil TH1. Assim, a presença desses agentes no trato gastrintestinal poderia auxiliar no desenvolvimento de uma resposta tolerogênica.
Células precursoras hematopoéticas CD34+ têm sido detectadas em número aumentado no sangue periférico de pacientes atópicos. Um estudo mostrou uma redução dessas células, além de melhora clínica dos sintomas nesses pacientes, após o uso de probióticos.